# Léo Larguier

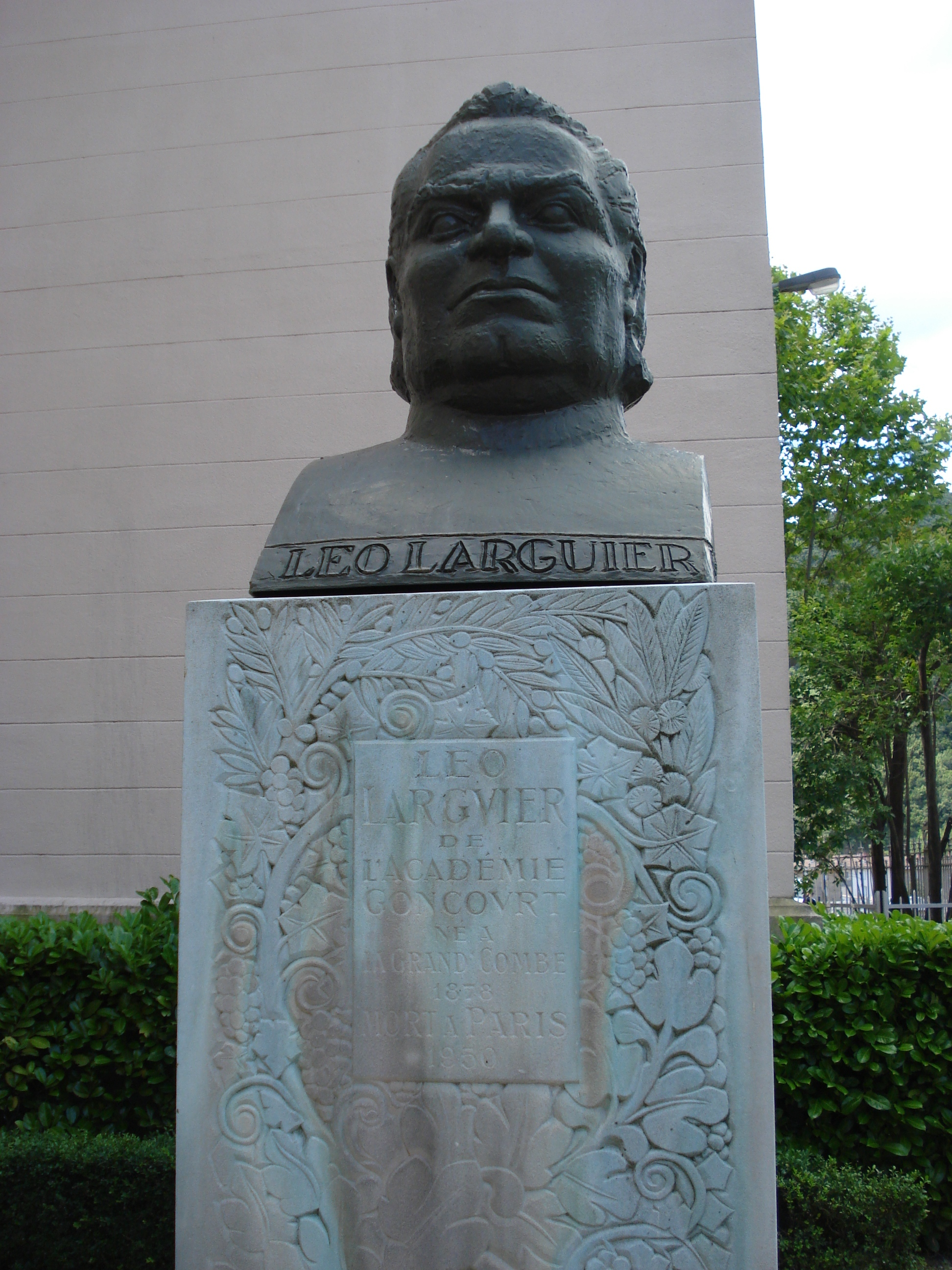
Léo Larguier (Büste in La Grand-Combe)

Léo Larguier (* 6. Dezember 1878 in La Grand-Combe; † 31. Oktober 1950 in Paris) war ein französischer Schriftsteller.

## Leben und Werk
Léo Larguier entstammte einer Hugenottenfamilie der Cevennen. Nach dem Besuch des Gymnasiums in Alès ging er 1897 nach Paris und lebte im Umkreis von Jean Moréas sowie verschiedener Künstlermilieus. Der Militärdienst verschaffte ihm die Bekanntschaft mit Paul Cézanne. Im Alter von 25 Jahren veröffentlichte er seinen ersten Gedichtband, der von der Académie française preisgekrönt wurde. Später publizierte er auch Theaterstücke, Romane, Erzählungen und vor allem Essayistik zur Literatur- und Kunstgeschichte. Besonders hervorgetan hat sich Larguier, der im Grunde seines Herzens Romantiker war, als Autor nostalgischer Erinnerungen an die Pariser Bohème, die er im Viertel Saint-Germain-des-Prés rund 50 Jahre lang frequentierte. 1936 wurde er auf den Sitz Nr. 6 der Académie Goncourt gewählt, wo ihm Raymond Queneau nachfolgte.
In seiner Geburtsstadt La Grand-Combe ist ein Collège nach ihm benannt.

## Werke

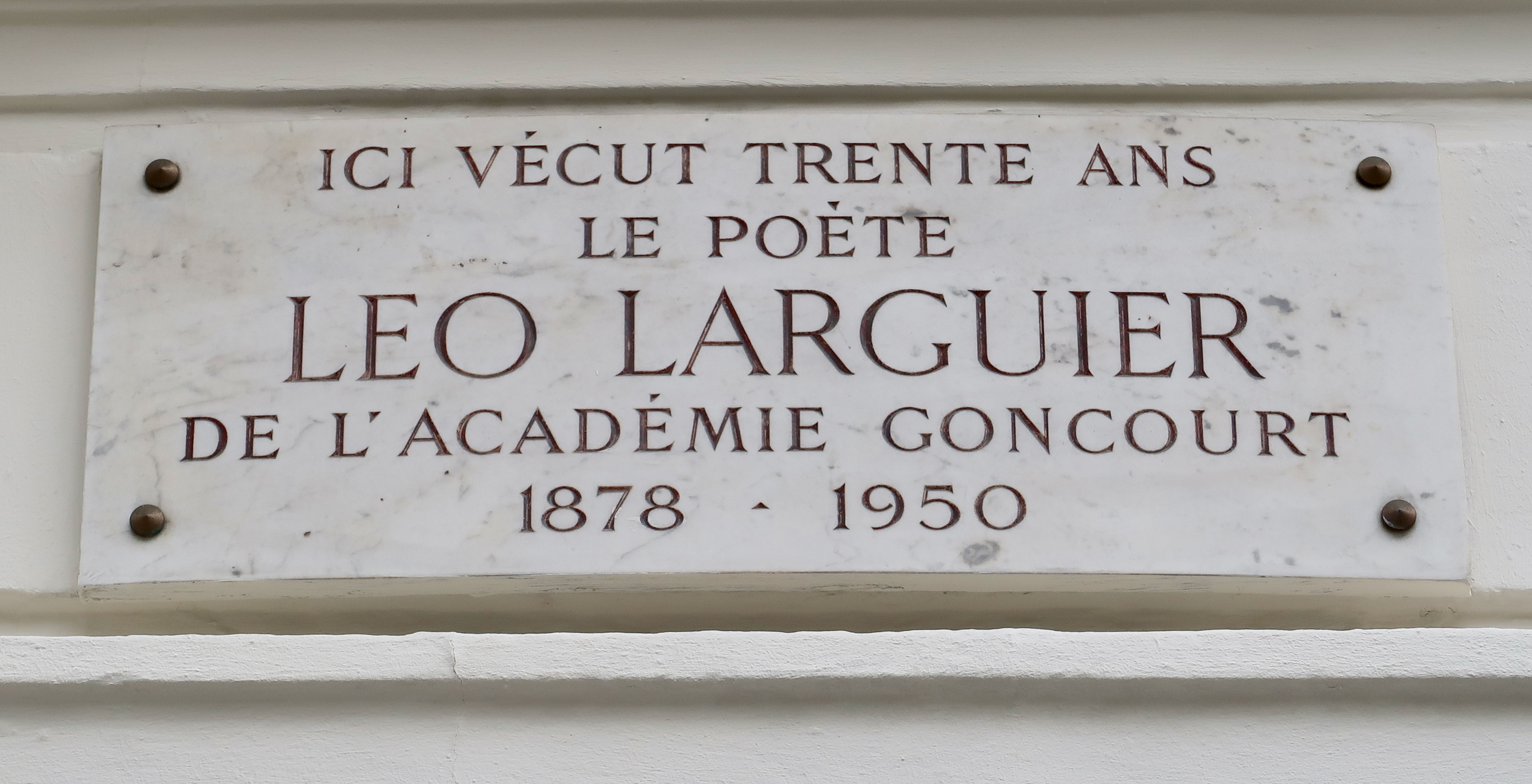
Gedenktafel in Paris (Rue Saint-Benoît Nr. 5)

### Dichtung
- La Maison du poète. A. Storck, Paris 1903. (Prix Archon-Despérouses 2004 der Académie française)
- Les Isolements, 1903–1904. A. Storck, Paris 1905.
- Jacques, poème. Mercure de France, Paris 1907.
- Orchestres. E. Flammarion, Paris 1914.
- Les Ombres. Firmin-Didot, Paris 1935.
- Quatrains d’automne. Flammarion, Paris 1952.

### Theater
- L’Heure des tziganes, pièce en 1 acte, en vers. 1913.
- Esclarmonde de Montségur. Pièce en 4 actes, en vers. 1914.
- La Lumière du soir. 1920.
- Les Bonaparte. 1928.

### Essayistik (Kunst und Literatur)
- Le dimanche avec Paul Cézanne. Souvenirs. L’Édition, Paris 1925.
- En compagnie des vieux peintres. Albin Michel, Paris 1927.
- Georges Michel (1763–1843). Paris 1927.
- Alphonse de Lamartine. Hachette, Paris 1929.
- Mistral. Paris 1930.
- Le Père Corot. Firmin-Didot, Paris 1931.
- Le citoyen Jaurès. Ed. des Portiques, Paris 1932. Reims 2013.
- Roi sans reine. Louis II de Bavière. B. Arthaud, Grenoble 1934. Simon, Paris 1947.
- Victor Hugo en vingt images. Albin Michel, Paris 1935.
- Cézanne ou le Drame de la peinture. Denoël et Steele, Paris 1936.
- Le faiseur d’or. Nicolas Flamel. Éditions nationales, Paris 1936. J’ai lu 1969. Arléa, Paris 2009.
- Les trésors de Palmyre. Curieux, collectionneurs, amateurs d’art. Plon, Paris 1938.
- La chère Emma Bovary. E. Aubanel, Avignon 1942.
- Théodore Aubanel. E. Aubanel, Avignon 1946.
- Cézanne ou La lutte avec l’ange de la peinture. R. Julliard, Paris 1947.
- Théophile Gautier. Tallandier, Paris 1948.

### Romane und weitere Prosa
- (Hrsg.) Les Grands écrivains à travers les grandes villes. Rome. E. Flammarion, Paris 1913.
- L’abdication de Ris-Orangis. Edition française illustrée, Paris 1918. (Erzählungen)
- Les heures déchirées. Notes du front. Edition française illustrée, Paris 1918.
- François Pain, gendarme. Edition française illustrée, Paris 1919. (Roman)
- L’après-midi chez l’antiquaire. L’Édition, Paris 1922.
- La Poupée. Briffaut, Paris 1925.
- Sabine. Roman. Paris 1926. Aubanel, Avignon 1944.
- La Trahison d’Eurydice. Roman inédit. Paris 1930.
- Le 4 septembre. Éditions de France, Paris 1931. (4. September 1870, Dritte Französische Republik ausgerufen)
- Roses de papier. Récréations grammaticales et littéraires. Les Portiques, Paris 1934.
- L’amateur de femmes. Albin Michel, Paris 1937.
- L’an mille... Roman. Albin Michel, Paris 1937.
- Les Dimanches de la rue Jacob ou le Bric-à-brac de littérature, d’histoire, de gastronomie, de curiosité, de peinture et d’art. Paris 1938.
- Saint-Germain-des-Prés. Mon village (le sixième arrondissement). Plon, Paris 1938. 1948. 1958.
- Le soldat inconnu. Plon, Paris 1939.
- Petites histoires pour bibliophiles. Fournier, Paris 1944.
- Au vieux saint de bois. E. Aubanel, Avignon 1944. (Roman)
- Au café de l’Univers. Edouard Aubanel, Avignon 1945.
- Images républicaines. E. Aubanel, Avignon 1945.
- Le Portrait de Francine, roman. Paris 1945.
- Quarante-huit. Récit historique. Éditions de Savoie, Lyon 1945.
- L’Ami des livres. Monaco 1946.
- La curiosité et les curieux. Éditions de la Tournelle, Paris 1946.
- Les Ilôts insalubres et glorieux de Paris. Paris 1946.
- Miscellanées. Éditions de la Nouvelle France, Paris 1946.
- Petits loyers et tours d’ivoire. Editions du Bateau ivre, Paris 1947.
- La Trahison d’Eurydice, roman. Paris 1947.
- Versailles. Paris 1947.
- Puces et pouilleries. Paris 1948.
- Révision du cadastre. Paris 1948.
- Fâchés, solitaires et bourrus. A. Michel, Paris 1949.
- Paris et sa police. Paris 1950.
- Marchés et foires de Paris. Société de Saint-Éloy, Paris 1953.
- Clarisse ou La vieille cuisinière. Presses du Languedoc, Montpellier 2001.
- Lise Dumaza (Hrsg.) Des nouvelles de Léo Larguier de 1930–1938. 2013.